# Tower of London
Her Majesty's Royal Palace and Fortress (sædvanligvis forkortet til Tower of London eller Tower) er en borg i det centrale London på Themsens nordlige bred og tæt ved Tower Bridge. Den ligger i London Borough of Tower Hamlets adskilt fra den østlige del af City of London af det åbne område Tower Hill. Det er den ældste bygning, som bruges af den britiske regering.
Opførelsen af den ældste del, White Tower, blev påbegyndt under Vilhelm Erobreren. Denne del er bevaret, men den store fæstning, som findes i dag, er et resultat af udvidelser foretaget gennem flere århundreder.
Slottet blev anlagt uden for City of London og var tidligere kernen i Liberties of the Tower of London. Dets primære funktion var at være et befæstet palads for monarken. Efterhånden blev Tower ikke mindst anvendt som fængsel og rettersted, specielt for fanger af høj rang. Tower har i tidens løb haft mange andre funktioner og er fortsat stedet, hvor Storbritanniens kronregalier opbevares.
Tower blev i 1988 optaget på UNESCOs Verdensarvsliste som "et typisk eksempel på normannisk militærarkitektur".

## Historie
Tower blev grundlagt omkring 1078 af Vilhelm Erobreren efter hans sejr i 1066. At bygge fæstninger var et centralt element i normannernes krigsførelse. Angelsakserne havde mange små fæstninger af træ, men de var svage og var ikke lette at forsvare. Derimod var normannerne stærkt optaget af at sikre erobrede områder ved at bygge fæstninger, som de kunne føle sig trygge i, hvis angelsakserne skulle gøre oprør.
I begyndelsen var Tower også et mindre træfort, men Vilhelm beordrede, at det skulle nedrives og erstattes af noget mere solidt. Det skulle, som han udtrykte det, være et symbol på hans magt: en fæstning til forsvar og et fængsel til hans fjender. White Tower stod klar omkring 20 år senere, opført ved Themsens bred inden for det sydøstlige hjørne af Londons romerske bymur. I det næste århundrede bestod Tower of London kun af denne ene bygning med en lille borggård og en enkelt ringmur.

### Første udvidelse
Den første udvidelse blev påbegyndt i 1189 af rigskansleren William Longchamp, mens Richard Løvehjerte var på korstog. Borggården rundt om White Tower blev fordoblet, og der rejstes en ringmur med tårne. Mod øst indgik den allerede eksisterende romerske bymur i anlægget. Uden for muren blev der gravet en voldgrav, som blev fyldt med vand fra Themsen. Arbejdet blev fuldført i 1199 af Richards bror og efterfølger, Johan uden Land.
Under Henrik III (1216–1272) blev slottet for første gang et egentligt kongeligt palads, idet han lod opføre nye kongelige lejligheder mod syd mellem White Tower og Themsen. Han oprettede også en dyrepark for at have underholdning inden for murene.
Man kom ind i den indre borggård gennem den nu ødelagte Coldharbour Gate mod nordvest, og den var beskyttet af en mur, som var forstærket af Wakefield Tower mod sydvest, Lanthorn Tower mod sydøst og det nu ødelagte Wardrobe Tower mod nordøst. De godt indrettede Wakefield Tower og Lanthorn Tower var en del af dette nye palads, der havde den nu nedrevne Great Hall liggende mellem sig. Tower forblev en kongelig residens indtil Oliver Cromwell lod nogle af paladsbygningerne nedrive.
Efter at denne udvidelse var færdig, kom Henrik III i strid med sine baroner og følte behov for en ny kraftig udvidelse. Igen blev arealet fordoblet, denne gang til alle tre sider på land, så White Tower kom til at ligge i midten af anlægget. White Tower og den inderste borggård blev omgivet af en massiv ringmur, som blev opført fra 1238 og fremefter. Dele af den tidligere mur indgik i den nye mur og findes stadig mellem Bloody Tower og Bell Tower. For at udvide muren blev bymuren mod øst brudt ned trods protester fra Londons indbyggere og endda trods overnaturlige advarsler ifølge krønikeskriveren Matthew Paris. Denne mur har tretten tårne:
- Wakefield Tower – det største af tårnene i bymuren.[6]
- Lanthorn Tower
- Salt Tower
- Broad Arrow Tower
- Constable Tower
- Martin Tower
- Brick Tower, Flint Tower og Bowyer Tower
- Devereux Tower
- Beauchamp Tower (udtalt 'Beecham')
- Bell Tower – det ældste tårn i muren. Bygget i 1190'erne som en del af Richard I's befæstning og senere føjet ind i Henrik III's mur.
- Bloody Tower (eller Garden Tower)

### Slottet fuldføres
Under Edvard I (1272–1307) fik Tower omtrent den størrelse, det har i dag. Mellem 1275 og 1285 brugte kongen mere end dobbelt så mange ressourcer på Tower, som hans far havde brugt i hele sin lange regeringstid. Han omgav Tower med en ekstra ringmur, som helt omgav den indre mur, og skabte derved et koncentrisk, dobbelt forsvarsanlæg. Den tidligere voldgrav blev fyldt op, og der blev gravet en ny uden for den nye mur. Rummet mellem de to mure kaldes den ydre borggård. Den nye mur har fem tårne mod floden:
- Byward Tower
- St Thomas' Tower
- Cradle Tower
- Well Tower
- Develin Tower

Den nye hovedport mod land blev stærkt befæstet, idet der på nordsiden af den ydre mur blev anlagt tre bastioner, hvis omkreds alle er cirkelbuer: Brass Mount, North Bastion og Legge's Mount.
 På den vestlige side var der en port, Middle Tower, med et nu fjernet fremskudt forsvarsværk ved navn Lion Tower. Voldgraven passeredes i den sydvestlige hjørne via en bro af sten, som førte fra Middle Tower til Byward Tower.
I St Thomas' Tower blev der indrettet nye kongelige lejligheder.

### Fæstningen indtages
Under bondeoprøret i 1381 blev Tower indtaget af oprørerne, og Simon Sudbury, ærkebiskop af Canterbury og rigskansler, blev myrdet. Fæstningens fald skyldtes ikke svagheder i forsvarsværkerne, men at garnisonen ikke forsvarede slottet. Da det blev indtaget, havde kong Richard II (1377-1399) nemlig forladt det for at forhandle med oprørerne, og da en stor folkemængde kom til Tower, frygtede soldaterne, at kongens liv var i fare, dersom de gjorde modstand.
Tower blev igen indtaget i 1460 under rosekrigene. Det blev da bombarderet og belejret, og garnisonen valgte at kapitulere på gode vilkår frem for at udkæmpe en kamp, de ikke mente at kunne vinde.

### Flere funktioner
Efter at Edvard I havde udvidet Tower, blev flere vigtige institutioner henlagt dertil: Det største kongelige skatkammer og det største møntslageri, rigets hovedarsenal og et arkiv for offentlige dokumenter. Bryggerne langs flodbredden blev udvidet for at gøre det lettere at transportere ting ind og ud af Tower. Det var også i denne periode, at Tower først blev taget i brug som fængsel, hvilket senere i tudortiden(1485–1558) og elisabethansk tid(1558–1603) skulle blive en vigtigere funktion.

### Ny karakter
Ved restaurationen i 1660 begyndte en ny fase i Towers historie. Især under kong Karl II skete der store forandringer. Hans far, Karl I, havde mistet kontrollen over London under den engelske borgerkrig, og Karl II ønskede at forhindre en gentagelse, hvorfor slottet blev kraftig oprustet med artilleri, og arsenalet blev udvidet.
Samtidig begyndte slottet at være åbent for besøgende. Kronregalierne blev udstillet, og der blev oprettet en udstilling af historiske våben. Tower blev samtidig stadig brugt som fængsel, men i langt mindre grad end under Tudor-monarkerne. Det var nu først og fremmest under større nationale kriser, som jakobiteroprørene i 1715 og 1745 og Den Franske Revolution, at der var fanger der. Royal Mint og dokumentarkivet lå stadig i Tower.
Det militære aspekt blev igen styrket i 1826, da Arthur Wellesley, 1. hertug af Wellington, blev konstabel af Tower of London. Han troede som mange andre, at en revolution kunne bryde ud i England når som helst, og mente, at sikringen af Tower var et centralt spørgsmål. Royal Mint var allerede da flyttet væk, men Wellington fik også nedlagt dyreparken og flyttet dokumentarkivet. Da Grand Storehouse, den største arsenalbygning, blev ødelagt af en brand i 1841, fik han bygget en ny stor arsenal- og barakbygning. Wellington mente desuden, at publikum ikke burde have adgang til Tower, men dette vandt han ikke gehør for.

### Turistattraktion
Da Wellington døde i 1852, var frygten for en revolution ikke længere aktuel. Tower havde længe været en turistattraktion, og da militæret ikke mere havde behov for Tower, kunne dette aspekt videreudvikles. Prins Albert, dronning Victorias gemal, opfordrede til, at Tower skulle omformes til et nationalt monument og fik støtte til det. Arsenalbygningerne blev gradvis revet ned, og middelalderstrukturerne blev restaureret eller genopbygget. Ved slutningen af Victorias regeringstid i 1901 havde Tower en halv million besøgende hvert år, et enormt antal i en tid, hvor masseturismen endnu ikke havde holdt sit indtog. Mod slutningen af 1990'erne var antallet af besøgende steget til over to millioner om året, hvoraf tre fjerdedele var udlændinge.

### Verdenskrigene
Under første verdenskrig forblev Tower åbent for publikum. Men det nye element i krigsførelsen, luftangrebet, førte til, at det af og til måtte lukkes. Den tyske kejser havde ved krigens begyndelse givet klar ordre til, at historiske monumenter og kongelige slotte i London ikke skulle være bombemål, men sigtemetoderne var lidet nøjagtige, og Tower ligger nær Londons økonomiske centrum og nær et industriområde på sydsiden af Themsen. Den 13. juni 1917 faldt en bombe i voldgraven ved Legge's Mount; den eksploderede ikke, men under senere bombetogter fik Tower nogle skader. En af dem, på Bowyer Tower, blev dog ikke forårsaget af en tysk bombe, men af en luftværngranat, der var affyret fra Tower Bridge, og som ikke eksploderede, men faldt ned på tårnet. Kanonen blev kommanderet af Charles ffoulkes, kurator for Tower Armouries, og stillingen blev kendt, da den 19. maj 1918 nedskød et tysk bombefly - det eneste, som blev skudt ned over London under første verdenskrig.
Under første verdenskrig blev Tower igen brugt som fængsel. Elleve tyske spioner blev henrettet ved skydning der mellem november 1914 og april 1916. Nogle af dem blev skudt ved voldgraven, andre på en lille skydebane, som var blevet oprettet til soldaterne skydeøvelser. Den kendteste fange i denne periode var sir Roger Casement, en forkæmper for irsk selvstyre, som blev fundet skyldig i højforræderi. Efter nogle dage i Tower blev han henrettet i Pentonville-fængslet den 3. august 1916.
Under anden verdenskrig blev Tower brugt som opsamlingscenter for krigsfanger. Omkring 180 fanger passerede Tower på deres vej til krigsfangelejre i det nordlige England, de fleste af dem fra Luftwaffe eller fra ubåde. To af fangerne var specielle: Den tyske generalkonsul på Island, dr. Gerlach, sad der i tre og en halv måned i 1940, og Rudolf Hess sad i Queen's House i fire dage i april 1941. Wing Commander i RAF, George Salaman, blev placeret i samme celle for at udspionere Hess, idet han udgav sig for at være officer i Luftwaffe. Skønt han sad der under dække og ikke som rigtig fange, er Salaman den sidste englænder, som har været låst inde i Tower. Towers rolle som fængsel under krigen sluttede med henrettelsen af spionen Josef Jakobs på skydebanen den 14. august 1941.
Bombninger under Blitzen, specielt fra september til november 1941, forårsagede omfattende skader på Tower. Omkring femten højeksplosive bomber og et stort antal brandbomber ramte slottet. Flere bygninger blev helt ødelagt, heriblandt North Bastion og Master of Assay Office. Under hele krigen var Tower lukket for publikum og åbnede først igen 1. januar 1946.

### Efter 2. verdenskrig
I efterkrigstiden blev Tower restaureret og renoveret. Det mest synlige for turisterne var, at murene blev renset for flere århundreders sod. Desuden blev nogle midlertidige installationer fra krigen fjernet, bl.a. blev den sidste bunker fjernet i 1959.
17. juli 1974 blev morterrummet i White Tower ramt af en bombeeksplosion, hvor en person blev dræbt og 41 kom til skade. Ingen har påtaget sig ansvaret for bomben, men politiet mente, at IRA stod bag.
Der er ikke længere nogen kongelig bolig i Tower of London, men det er fortsat et kongeligt palads, hvorfor der altid er to gardister fra Dronningens garde til stede, mens Tower er åbent for publikum. Den ene er placeret udenfor Jewel House og den anden ved Queen's House.

## Fængsel og rettersted

### Fanger i Tower
Tower blev brugt som fængsel for personer af høj stand og for religiøse dissidenter. Fanger af høj stand, som i enkelte tilfælde omfattede kongelige, havde som regel ret komfortable forhold, mens de religiøse fangers forhold var kummerlige.
Den første fange, som blev indsat i Tower, var Ranulf Flambard, som var biskop af Durham. Han blev i 1100 fundet skyldig i afpresning. Ranulf havde selv været ansvarlig for dele af Towers udbygning, efter at den første arkitekt, Gundulf, flyttede tilbage til Rochester. Han blev også den første, som flygtede fra Tower, hvilket skete ved, at han fik smuglet et tov ind i cellen i en vintønde og brugte det til at klatre ned ad muren. At han som fange fik leveret vin i en tønde, giver et indtryk af det komfortniveau, afsoningen skete under.
Blandt andre kendte fanger har været:
- Gruffydd ap Llywelyn Fawr, walisisk prins, død under flugtforsøg i 1244
- John Balliol, konge af Skotland (1296 til 1299).
- David II, konge af Skotland.
- Johan II, konge af Frankrig.
- Henrik VI, konge af England, fra 1465, (myrdet der 21. maj 1471).
- Margaret af Anjou, Henrik VI's dronning,
- William de la Pole, fjern slægtning af Henrik VIII (i Tower 1502–1539, og dermed den, som sad der længst)
- Elizabeth I, dronning af England (i Tower to måneder i 1554 som prinsesse)
- John Gerard, jesuiterpræst (fanget 1594, tortureret i Tower, og flygtet derfra 4 Oktober 1597)
- Walter Raleigh (i Tower 1603–1616, med sin kone og to børn. Skrev sin The History of the World der)
- Niall Garbh O Domhnaill, irsk adelsmand, fra 1608 til sin død 1626.
- Guy Fawkes, deltager i krudtsammensværgelsen (tortureret i Tower)
- Johan Anders Jägerhorn, finlandssvensk officer knyttet til den irske uafhængighedsbevægelse (i Tower 1799–1801)
- George Gordon, lederen af Gordonoptøjerne i 1780
- Rudolf Hess, Hitlers stedfortræder (sidste statsfange i Tower) (1941)
- Kraytvillingerne, gangstere (sidste fanger i Tower, nogle dage i 1952)[11]

Formelt ophørte Tower med at være fængsel i 1820, men som denne oversigt viser, blev det i specielle tilfælde brugt også efter dette tidspunkt.

### Tortur
Towers torturkammer er berygtet, men blev brugt sjældnere, end der i tidens løb er gået rygter om. Brug af tortur blev tidligt begrænset i England, og det var først og fremmest fanger, som var indsat i Tower af religiøse grunde, som tortureredes. Der var ikke noget permanent indrettet torturkammer, men tortur foregik enten i kælderen i White Tower eller i fangernes celle.
Blandt torturinstrumenterne var en strækbænk og Scavengers datter med modsat funktion: Førstnævnte strakte fangens krop, mens sidstnævnte pressede den sammen. Begge forårsagede uudholdelige smerter og forvoldte skader, som ofte var permanente.
Anne Askew er den eneste kvinde, for hvem der foreligger dokumentation for tortur i Tower. Hun blev indsat der i 1546 efter at være tiltalt for kætteri. Sir Anthony Kingston, som var konstabel for Tower of London, fik ordre til at afhøre hende under tortur for at tvinge hende til at angive andre protestanter. Hun blev lagt på strækbænken, men holdt ud på en måde, som fik Kingston til at beundre hende. Han nægtede at fortsætte torturen, så rigskansleren Thomas Wriothesley, 1. jarl af Southampton, måtte overtage den.

### Henrettelser
Kriminelle fra de lavere klasser blev sædvanligvis henrettet ved hængning på Tyburn eller et andet rettersted i byen, mens dødsdømte af højere rang blev halshugget på Tower Hill lige uden for Tower.
Kvinder fra lavere klasser blev hængt offentligt, men det overgik ingen kvinder af højere byrd at blive henrettet på Tower Hill, idet det foregik afskærmet inden for murene. Syv er henrettet inde i selve Tower, heraf fem kvinder. Henrettelsen fandt sted på Tower Green, og de blev derefter gravlagt i det kongelige kapel St Peter ad Vincula lige ved siden af. Enkelte adelige, som blev henrettet på Tower Hill, er ligeledes stedt til hvile i dette kapel. Retterstedet er nu afmærket med et skilt, men dets placering er ikke præcist, idet der ikke var et permanent skafot på Tower Green, og stedet for opstillingen af det midlertidige skafot varierede en del.
De syv, som alle blev henrettet for højforræderi, var:
- William Hastings, 1. (baron af Hastings) (1483)
- Anne Boleyn (1536)
- Margaret Pole, 8. grevinde af Salisbury, (1541)
- Catherine Howard (1542)
- Jane Boleyn, vicomtesse Rochford, (1542)
- Lady Jane Grey (1554)
- Robert Devereux, 2. jarl af Essex, (1601)

George Plantagenet, 1. hertug af Clarence og broder til Edvard 4. af England, blev henrettet for højforræderi i Tower i februar 1478, men ikke ved halshugning. William Shakespeares version, ifølge hvilken han blev druknet i en tønde malvasiavin, er nok ren fantasi, men hans død bar nok mere præg af at være et mord end en legal henrettelse.
To andre kongelige fanger, som antages at være blevet myrdet i Tower, er prinserne i Tower, Edvard V og hans yngre bror Richard af Shrewsbury, 1. hertug af York. Ifølge Thomas Mores History of Richard III lukkede deres onkel, Richard III, de mordere ind, som kvalte dem med puder.
Under begge verdenskrige henrettedes der spioner i Tower på en lille skydebane, som nu er fjernet. Den sidste henrettelse skete 15. august 1941, da den tyske agent Josef Jakobs blev skudt af en peleton fra Scots Guards.

## Bygninger

### White Tower
White Tower er den ældste bygning påbegyndt omkring 1078 under Gundulf af Rochesters ledelse og antagelig fuldført omkring 1097. Den blev bygget som bolig for kongen og konstabelen, med kongen på øverste etage og konstabelen nedenunder. Da Tower blev udvidet under Richard I, flyttede konstabelen ud til en ny lejlighed ved ringmuren. Kongen flyttede ligeledes til en nyopført paladsbygning. White Tower var dog stadig med sine tykke mure et sikkert tilflugtssted for monarken og Det kongelige råd i krisetider.
De kongelige lejligheder blev undertiden brugt til at huse fanger af høj rang, og det var her Ranulf Flambard blev anbragt i 1100. Flere andre kongelige og gejstlige skulle følge efter i tidens løb. Det skete, at mindre heldige fanger blev placeret i kælderen, men der var ikke noget permanent fangehul der.
Inden slutningen af Elizabeth I's regeringstid var White Tower blevet et magasin, hvor der var lager for slottets ubrugte møbler og den kongelige garderobe. I løbet af det 18. århundrede blev de fleste rum taget i brug som militære lagerrum, og der blev foretaget flere strukturelle ændringer. Til sidst blev lagrene flyttet ud, og Royal Armouries' våbenudstilling fik plads i rummene.
Bygningen er 27,4 m høj og måler 35,9 m fra øst til vest og 32,6 m fra nord til syd. Murene er 4,6 m tykke ved jorden og 3,3 m i toppen. Materialet er såkaldt Kentish rag, som er en kraftig kalksten fra området omkring Maidstone. I bygningens hjørner og vinduesåbninger, er der brugt en finere kalksten fra Caen i Normandiet. Væggene blev hvidkalket, hvilket har givet tårnet sit navn.
Over bygningens brystværn rejser sig fire tårne, hvoraf tre er rektangulære, mens det nordøstlige er rundt for at rumme en vindeltrappe. I 1675 brugte astronomen John Flamsteed det runde tårn som observatorium, før han flyttede til Greenwich. Tårnenes kupler er fra Henrik VII's tid.
I 1715 blev vinduerne forstørret, hvilket gjorde White Tower mindre egnet som fæstning, men gav langt mere lys i rummene. To par af de originale normanniske vinduer er bevaret i øverste etage over indgangspartiet. Indgangen, som bruges nu, er den oprindelige, men trappen er en rekonstruktion. Den er placeret højt over jorden for at gøre det vanskeligt at bruge en rambuk mod den.

#### St Johannes' kapel
St Johannes' kapel i White Tower er et godt bevaret eksempel på tidlig normannisk kirkearkitektur. Det er opført i kalksten fra Caen, som er udekoreret med undtagelse af kapitælerne. Proportionerne i kapellet er gode og leder blikket mod apsis med alteret. Mens det var et kongeligt kapel var det rigt dekoreret, og den enkle tilstand, det er i nu, er derfor vildledende, idet alle dekorationerne blev fjernet i 1550 under reformationen i England. Efterhånden blev kapellet taget i brug som dokumentarkiv. Da dokumenterne blev flyttet til en bygning udenfor Tower i 1857, blev det foreslået, at kapellet skulle være et tøjhus for hæren, men i stedet blev det restaurereret og igen taget i brug som kapel. Kapellet har status som Royal Peculiar og bruges ved specielle anledninger.

### Wakefield Tower
Wakefield Tower blev bygget mellem 1220 og 1240 under Henrik III. Kongen boede selv i tårnet, som er det største i Tower of London bortset fra White Tower. Det var hjertet i Henrik III's Tower og et af hovedstøttepunkterne i hans forsvarsværker, som gav kontrol over den hovedport ved flodbredden, der senere blev indlemmet i Bloody Tower. Det nederste kammer havde udsigt over floden indtil omkring år 1280, hvor der skete en udfyldning ud mod den. Det øverste rum var Henrik III's soveværelse, som havde store vinduer mod landsiden og en stor pejs. Selv om det meste af udsmykningen er væk, kender man dets omtrentlige udseende fra de instruktioner, Henrik III gav om det.
Under Edvard I blev tårnets øverste kammer et forværelse til den nye kongelige lejlighed i St Thomas' Tower, og det er muligt, at det blev brugt som tron- eller audienskammer. En trone, kopieret fra St. Edvards stol i Westminster Abbey, står i dag i rummet.
I østvæggen er der et stort vindue med glasmaleri på det sted, hvor kongens privatkapel tidligere lå. Der er enkelte rester af denne brug, blandt andet et sakrarium (til vask af liturgiske kar) og en sedilia (siddeplads for den præst, som gjorde tjeneste). Kapellet er særlig knyttet til Henrik VI. Efter at han blev taget til fange af Edvard IV i 1471 under rosekrigene, blev han holdt fanget i Wakefield Tower, men kort tid efter blev han myrdet, mens han bad i kapellet.
Tårnet blev i lang tid, fra før Henrik VI blev fængslet der, brugt som dokumentarkiv, men i det 19. århundrede blev det udstillingslokale for kronregalierne, indtil de blev flyttet til Jewel House i 1967. Det er nu blevet restaureret, blandt andet ved at det originale murarbejde med stenhuggermærker er blevet frilagt, og tagkonstruktionens tømmer er blevet istandsat.

### Lanthorn Tower
Lanthorn Tower blev bygget samtidig med Wakefield Tower. Det blev ødelagt af brand i 1774, og ruinerne blev kort tid efter fjernet. Den nuværende bygning er en rekonstruktion fra viktoriansk tid og indeholder en udstilling, som giver en introduktion til den inderste borggård og middelalderpaladset. Flere genstande fra det 13. århundrede er udstillet der.
Det er sandsynligt, at det var i dette tårn Elizabeth I sad, mens hun stadig var prinsesse (under Maria I). Tårnet var i det 18. århundrede kendt som Queen Elizabeth's Tower, og standarden var høj nok til at huse en prinsesse, som ikke var fængslet for forræderi, men som blev holdt isoleret for ikke at kunne konspirere.

### Salt Tower
Salt Tower rejstes omkring år 1238. En af de første, som boede i det store kammer der, var John Balliol, Skotlands afsatte konge. Han sad fængslet der fra 1297 til 1299. I tudortiden var kammeret konstant i brug som fængsel, og det er specielt kendt for, at katolske præster sad der under Elizabeth I. Blandt andet blev John Gerard tortureret i Salt Tower. Der er bevaret nogle indskrifter på væggene fra denne periode, herunder en med et IHS-monogram, navnet Maria og jesuiterordenens motto Ad maiorem Dei gloriam.

### Broad Arrow Tower
Broad Arrow Tower har i dag en udstilling, hvor kammeret er genskabt, som det kan have set ud, da sir Simon de Burley boede der. Han var privatlærer for den unge Richard II og måtte søge tilflugt der under bondeoprøret i 1381.

### Constable Tower
Dette tårn blev opført under Edvard I, men dets nuværende udseende er for det meste en genopbygning fra det 19. århundrede.

### Martin Tower
I tudortiden blev dette tårn brugt som fængsel, og der er bevaret flere indskrifter fra denne tid.
Martin Tower var i 1669 det første sted, hvor kronregalierne blev udstillet. De var oprindeligt i stueetagen, mens vagten, Keeper of the Regalia, boede i etagen oven over. I 1671 stjal Colonel Thomas Blood regalierne fra tårnet, men havde ikke held til at komme ud af fæstningen med dem.

### Brick Tower, Flint Tower og Bowyer Tower
Brick Tower, Flint Tower og øverste etage af Bowyer Tower blev genopbygget i det 19. århundrede. Det menes at have været i Bowyer Tower, at George Plantagenet, 1. hertug af Clarence, blev henrettet eller myrdet i 1478.

### Devereux Tower
Devereux Tower har navn efter Elizabeth I's yndling Robert Devereux, 2. jarl af Essex, der sad som fange der efter sit fald, og til han blev henrettet på Tower Green. Det står ved det nordvestlige hjørne af den indre borggård, og vender mod City of London.

### Beauchamp Tower
Beauchamp Tower blev bygget under Edvard I omkring 1281 og erstattede porthuset fra Henrik III's udvidelse. Interiøret viser, at der blev brugt megen teglsten, hvilket er kendetegnende for bygninger fra Edvard I's tid, og hvilket på den tid var en innovation i engelsk slotsbygning.
Det er opkaldt efter Thomas de Beauchamp, 12. jarl af Warwick, som sad fængslet der fra 1397 til 1399 på foranledning af Richard II. Det var specielt egnet til fanger af høj rang, fordi det havde et stort kammer, og fordi det lå lige ved konstabelens bolig. Senere sad blandt andet John Dudley, 1. hertug af Northumberland og hans fem sønner der, og under Elizabeth I døde Philip Howard, 20. jarl af Arundel, i tårnet.

### Bell Tower
Bell Tower og ringmuren hen til Bloody Tower stammer fra den første udvidelse af Tower of London i 1190-årene. De stod da helt nede ved floden. Tårnet blev antagelig bygget i to etaper. Den nederste etage er polygonal, mens den øverste er rund. I de sidste fem århundreder har en klokke ringet hver dag, når portforbudet indtræder i Tower. Den nuværende klokke er fra 1651.
I tudortiden sad en række højtstående personer fængslet i Bell Tower. Det var blandt andet Thomas More, Arbella Stuart og antagelig også James Scott, 1. hertug af Monmouth. Ifølge traditionen skal også Elizabeth I have siddet der i Maria I's regeringstid, og et stykke af muren udenfor kaldes af den grund Elizabeth Walk. Det er dog mere sandsynligt, at hun sad i Lanthorn Tower, som havde en langt højere standard.

### Bloody Tower
Bloody Tower var den oprindelige port fra flodsiden til den indre borggård, indtil St Thomas' Tower blev opført. Det øverste niveau blev ombygget under Edvard III omkring 1360. På nederste niveau findes hejseværket, som kontrollerer porten, og der var oprindelig også en indre port. Kammeret i tårnet var en luksuslejlighed. Det blev brugt til flere fanger af høj rang som ærkebiskopperne Thomas Cranmer og William Laud af Canterbury og George Jeffreys, 1. baron Jeffreys.
Tårnet hed oprindelig Garden Tower, fordi det lå ved siden af løjtnantens have, men i løbet af tudortiden fik det navnet Bloody Tower, "Det blodige tårn", fordi Jakob I under et besøg i 1604 blev fortalt, at det var der prinserne i Tower blev myrdet. Om det er tilfældet vides ikke. Der blev fundet to skeletter, som kan være prinsernes, i nærheden af White Tower i 1674, og der er kun et gammelt rygte, som knytter dem til Bloody Tower. To andre dødsfald fandt derimod sikkert sted i Bloody Tower: Henry Percy, 8. jarl af Northumberland, skød sig der i 1585 antagelig for at undgå at blive dømt for højforræderi og dermed få slægtens ejendomme konfiskeret (en anden mulighed er, at han blev myrdet), og i Jakob I's regeringstid blev sir Thomas Overbury forgiftet i tårnet.
Tårnet er nu møbleret, som det kan have set ud, mens sir Walter Raleigh sad fængslet der i tretten år, fra 1603 til 1616. I denne periode blev tårnet forhøjet med en etage mere for at give tilstrækkelig plads til Raleigh og hans familie, som boede hos ham.

### Queen's House
Queen's House er en L-formet bindingsværksbygning i tudorstil. Den var oprindelig kendt som Lieutenant's House og fik først sit nuværende navn under dronning Victoria. Bygningen ændrer navn i forhold til monarkens køn. Resident Governor of the Tower of London, løjtnantens moderne sidestykke, har sin bolig der, og huset er derfor ikke åbent for publikum.
Også i denne bygning har der siddet mange vigtige fanger direkte under løjtnantens opsyn. Ifølge traditionen var Anne Boleyn den første og Catherine Howard den anden, henholdsvis Henrik VIII's anden og femte hustru, som begge blev henrettet på Tower Green. Det er muligt, at Catherine blev holdt som fange der, men historien om Anne stemmer ikke, eftersom bygningen først blev opført i 1540, fire år efter at hun blev henrettet. Historien kunne have en kerne af sandhed, dersom hun var indsat i den bygning, som lå på stedet tidligere, men det virker usandsynligt, at den var af tilstrækkelig standard for en dronning, selv om denne var dømt for højforræderi. I rådskammeret i den øverste etage er der et mindesmærke for krudtsammensværgelsen, fordi Guy Fawkes blev afhørt i dette rum både før og efter, at han blev tortureret. Den sidste fange i bygningen var Rudolf Hess, som sad der fire dage i maj 1941.

### St Peter ad Vincula
St Peter ad Vincula er et kongeligt kapel med status som Royal Peculiar. Det er det sidste hvilested for dem, som blev henrettet på Tower Green og for mange, som døde på Tower Hill. Den første kirke på stedet var sognekirke for området uden for det oprindelige Tower of London, men da Henrik 3. udvidede slottet, kom den til at ligge inden for murene. Den nuværende bygning er fra perioden 1519–1520, altså fra Henrik VIII's regeringstid.
Kapellet indeholder en række monumenter over officerer ved Tower og deres familiemedlemmer. Blandt kendte, som er stedt til hvile der, er dronningerne Anne Boleyn, Catherine Howard og Lady Jane Grey, samt de to katolske helgener Thomas More og John Fisher. I 1876 blev gulvet gravet op med dronning Victorias billigelse, og de skeletdele, som kunne identificeres som Anne Boleyn, blev gravlagt igen foran alteret.

### Waterloo Block og Jewel House
Waterloo Block, tidligere kendt som Waterloo Barracks, er en kaserne med plads til mere end tusind soldater. Den blev bygget, mens hertugen af Wellington var konstabel i Tower og er opført i nygotisk stil.
Den vestlige ende er kendt som Jewel House og har fra 1967 huset kronregalierne.

### Royal Fusiliers Museum
Royal Fusiliers Museum ligger i den tidligere officersmesse, som nu er hovedkvarter for Royal Regiment of Fusiliers. Dette regiment blev grundlagt 1685 for at bevogte Towers kanoner. Efterhånden blev det indsat i tjeneste andre steder, og museet viser regimentets historie både i Tower og på opgaver i og udenfor Storbritannien.

### Hospital Block
Hospital Block, der oprindeligt var kontorbygning for Board of Ordnance, blev bygget 1699–1700 og blev senere garnisonens sygehus.

### New Armouries
New Armouries blev bygget for Board of Ordnance 1663–1664. Den bliver nu brugt af Royal Armouries.

### St Thomas' Tower
St Thomas' Tower står i den ydre mur mod Themsen. Tårnet blev rejst under Edvard I mellem 1275 og 1279 for at erstatte Henrik III's kongelige lejlighed i Wakefield Tower. Hallen er blevet rekonstrueret, og et kapel har fået isat nyt, farvet vinduesglas. Et kammer er urestaureret, så man kan se, hvor meget rummene har forandret sig gennem århundrederne. I forbindelse med kroningen af Anne Boleyn i 1532, blev det meste af tårnet ombygget for at højstående medlemmer af hoffet kunne indkvarteres der.
Tårnet er mest kendt for porten Traitor's Gate, "Forræderporten", som erstattede den tidligere flodport fra Henrik III's tid i Bloody Tower bag ved. Til denne ankom mange af fangerne i Henrik VIII's tid med båd til Tower. Bag Traitors Gate fandtes en maskine, som blev brugt til at løfte vand op i en cisterne på taget af White Tower. Den blev i starten drevet af tidevandet eller trukket af heste, men senere af damp. Omkring 1724 blev den tilpasset til at kunne udbore kanonløb, men blev fjernet i 1860'erne. Der var også en anden port, som var en privat indgang for kongelige, der ankom via floden. Under
Edvard III blev den erstattet af en ny port i Cradle Tower, tæt på Lanthorn Tower.

### Well Tower
Well Tower, "Brøndtårnet", er muligvis det eneste tårn udover White Tower, som har beholdt sit oprindelige navn. Dette til trods for, at navnet er lidt misvisende, idet der ikke er nogen brønd i tårnet, men derimod skakter, gennem hvilke man kunne hejse bøtter ned og hente vand op fra Themsen.

## Tidligere bygninger

### Dyreparken i Lion Tower
Den kongelige dyrepark blev oprettet i det 13. århundrede, sandsynligvis omkring 1235 under Henrik III, men måske allerede i 1204 under Johan. De første dyr blev hentet fra en dyrepark, som Henrik I havde oprettet i 1125 i Woodstock. I 1235 fik Henrik III tre leoparder i bryllupsgave – men det var muligvis snarere løver, eftersom de to arter ofte blev forvekslet i middelalderen – af Frederik 2. af det tysk-romerske rige. I 1264 blev de flyttet til The Bulwark, som i den anledning blev omdøbt til The Lion Tower. Dette tårn lå ved den vestlige indgang til Tower. Under Elizabeth I blev dyreparken nogle gange åbnet for offentligheden. Der er fundet et løvekranium, som ved kulstof 14-datering er tidsfæstet til mellem 1280 og 1385, hvilket gør det til den ældst kendte forekomst af et af de store kattedyr på De britiske øer.
Inden 1804 var dyreparken blevet regelmæssigt åbnet for publikum. Det var i denne dyrepark, at William Blake så den tiger, som skal have inspirereret ham til at skrive digtet The Tyger. Den sidste direktør, Alfred Cops, som overtog posten i 1822, kom til en zoologisk have, der var i forfærdelig dårlig forfatning. Han skaffede nye dyr og udgav et illustreret, videnskabeligt katalog. Men dyrehaven i Tower sluttede, da London Zoo skulle åbne i Regent's Park, og af kommercielle hensyn, hensynet til dyrenes velfærd og ønsket om at opruste Tower som fæstning betød, at dyrene blev flyttet. De sidste forlod Tower i 1835. Det meste af Lion Tower blev nedrevet, så kun porten Lion Gate står tilbage.

## Yeoman Warders
Blandt de ting, som Tower of London er internationalt kendt for, er Yeoman Warders, som mange bedre kender under betegnelsen "Beefeaters". Der er 35 af dem, og lederens titel er "Chief Yeoman Warder", mens hans næstkommanderendes titel er Yeoman Gaoler. Yeoman Warders er underlagt Constable of the Tower. I 2007 blev Moira Cameron den første kvindelige Beefeater.
De bærer til daglig en mørk blå hverdagsuniform med monarkens monogram i rødt og med røde striber. Når monarken besøger Tower, eller når Warders er på vagt under en statsceremoni, bærer de traditionelle røde uniformer med guldstriber fra Tudortiden, ret lig de uniformer, som Yeomen of the Guard bærer. Deres oprindelige funktion var at være den britiske monarks personlige livvagter og fangevogtere. I dag har the Yeoman Wardens kun ceremonielle opgaver og fungerer stort set som turistguider. Stillingerne besættes af pensionerede officerer fra hæren og marinen, og det anses for en ære at opnå dem.
Den ældste og en af de interessante ceremonier på Tower er "Ceremony of the Keys". Det er den ceremonielle lukning af Tower for natten og har fundet sted hver aften, mere eller mindre uforandret, i 700 år.
Blandt Yeoman Warders er det blevet en sport at fremvise den typiske britiske knastørre humor for turisterne, især når de skal svare på spørgsmål, som de har fået tusind gange før. Et par typiske eksempler: Da en turist spurgte, hvor folk blev halshugget, svarede vagten: "Normalt lige over skuldrene", og en kvinde, som spurgte, om alle ravnene blev gravlagt på samme sted, fik svaret fra en vagt: "Nej, frue, kun de døde".

## Ravnene
Det er en gammel tradition, at der skal være mindst seks ravne i Tower of London. Karl II skal have krævet dem fjernet, fordi de forstyrrede den kongelige astronom John Flamsteed under hans arbejde (se White Tower). Men det skete ikke, fordi nogen fortalte kongen den legende, at dersom ravnene forlader Tower, vil White Tower, monarkiet og riget falde. Efter borgerkrigen og henrettelsen af Karl I, ville kongen ikke udfordre skæbnen og fik i stedet flyttet observatoriet til Greenwich.
Towers officielle historiker, Geoffrey Parnell, har ikke fundet nogen skriftlig reference til ravnene, som er ældre end 1895, men ingen ved, hvornår de først kom til, og hvornår legenden opstod. Vilde ravne var tidligere almindelige i London, specielt i nærheden af kødmarkederne. Det er derfor muligt, at ravne, som levede af affald fra markedet ved Eastcheap, på et tidligt tidspunkt begyndte at holde til i Tower.
Under 2. verdenskrig døde alle ravne undtagen en, Grip, af chok under The Blitz. Før Tower blev genåbnet i 1946, var seks ravne på plads.
Der er nu otte ravne, og de har fået vingerne stækket for at forhindre dem i at flyve væk. De passes af en Ravenmaster, hvilket er en opgave, som påhviler en af Yeoman Warders. Ravnenes navne, køn og alder var pr. november 2006:
- Gwylum (Han/18)
- Thor (Han/15)
- Hugin (Hun/11)
- Munin (Hun/11)
- Branwen (Hun/3)
- Bran (Han/3)
- Gundulf (Han/1)
- Baldrick (Han/1)

I 2006 blev ravnene flyttet indendørs i en periode af frygt for fugleinfluenza, men fra juli samme år har de atter gået på plænerne.
Når ravne dør, bliver de gravlagt på området, og deres navn bliver føjet til på et skilt ved graven.

## Kronregalierne
Kronregalierne, eller kronjuvelerne, har været opbevaret i Tower of London siden 1303, efter at de blev stjålet fra Westminster Abbey. De fleste af de stjålne juveler menes at være genfundet kort tid efter. Efter kroningen af Karl 2. blev de låst inde, men publikum kunne få adgang til at se dem ved at betale en afgift til vogteren. Denne ordning sluttede imidlertid, da Thomas Blood stjal regalierne efter at have bundet og kneblet vogteren.
Regalierne blev derpå opbevaret i Wakefield Tower i omtrent hundrede år, hvor de blev beskyttet af væbnede vagter. Under 2. verdenskrig blev de fjernet af sikkerhedsgrunde og opbevaret enten i hvælvingen under Sun Life Insurance Company i Montreal i Canada sammen med Bank of Englands guldreserve, i Round Tower i Windsor Castle eller i Fort Knox i USA. Blandt disse er Windsor det mest sandsynlige sted, eftersom regalierne ikke bør forlade riget.
I 1967 blev de flyttet til et nyt Jewel House i Tower, hvor de fortsat befinder sig. Det er ofte lange køer for at komme til at se dem, og for at kunne håndtere de mange besøgende og samtidig kunne håndhæve sikkerheden, må de besøgende stå på et rullende fortov, som fører dem langsomt forbi regalierne.

## Spøgelser
Genfærdet af Queen Anne Boleyn, halshugget i 1536 for forræderi mod kong Henry VIII, hjemsøger angiveligt kapellet i St. Peter ad Vincula, hvor hun ligger begravet, og er blevet set gå rundt i White Tower med hovedet under armen.
Andre spøgelser skulle være Henry VI, Lady Jane Grey, Margaret Pole og "Prinserne i Tower".
I januar 1816 var en vagtpost på vagt uden for Jewel House vidne til et uforklarligt genfærd af en bjørn, der kom imod ham, og efter sigende døde han af forskrækkelse et par dage senere.
I oktober 1817 skete noget endnu mere uforklarligt; rørformede, glødende genfærd blev set i Jewel House af 'Keeper of the Crown Jewels' Edmund Lenthal Swifte. Genfærdet svævede over skulderen af hans kone, hvilket fik hende til at udbryde: "Oh, Christ! it has seized me!" ("Åh, Kristus! Det har taget mig!")
Andre navnløse og formløse rædsler er blevet rapporteret for nylig, af nattepersonalet i Tower.